# Хряпник
Хряпник — хутор в Льговском районе Курской области России. Входит в состав Марицкого сельсовета.

## География
Хутор находится в бассейне реки Прутище (приток Сейма), в 63,5 км от российско-украинской границы, в 61 км к северо-западу от Курска, в 15 км к северо-востоку от районного центра — города Льгов, в 5,5 км от центра сельсовета — села Марица.
Климат
Хряпник, как и весь район, расположен в поясе умеренно континентального климата с тёплым летом и относительно тёплой зимой (Dfb в классификации Кёппена).
Часовой пояс
Хутор Хряпник, как и вся Курская область, находится в часовой зоне МСК (московское время). Смещение применяемого времени относительно UTC составляет +3:00.

## Население
| 2002 | 2010 |
| ---- | ---- |
| 6    | ↘0   |

## Инфраструктура
В хуторе 1 дом.

## Транспорт
Хряпник находится в 17,5 км от автодороги регионального значения 38К-017 (Курск — Льгов — Рыльск — граница с Украиной) как часть европейского маршрута E38, в 5,5 км от автодороги 38К-023 (Льгов — Конышёвка), в 16,5 км от автодороги межмуниципального значения 38Н-362 (38К-017 — Николаевка — Ширково), в 3 км от автодороги 38Н-437 (38К-023 — Ольшанка — Мармыжи — 38Н-362), на автодороге 38Н-434 (38Н-437 — Красная Дубрава), в 1,5 км от ближайшего ж/д остановочного пункта 565 км (линия Навля — Льгов I).
В 153 км от аэропорта имени В. Г. Шухова (недалеко от Белгорода).